# Middleway (Virginia Occidental)
Middleway es un lugar designado por el censo ubicado en el condado de Jefferson en el estado estadounidense de Virginia Occidental. En el Censo de 2010 tenía una población de 441 habitantes y una densidad poblacional de 151,62 personas por km².

## Geografía
Middleway se encuentra ubicado en las coordenadas 39°18′12″N 77°58′51″O / 39.30333, -77.98083. Según la Oficina del Censo de los Estados Unidos, Middleway tiene una superficie total de 2.91 km², de la cual 2.91 km² corresponden a tierra firme y (0%) 0 km² es agua.

## Demografía
Según el censo de 2010, había 441 personas residiendo en Middleway. La densidad de población era de 151,62 hab./km². De los 441 habitantes, Middleway estaba compuesto por el 95.92% blancos, el 1.59% eran afroamericanos, el 0.23% eran amerindios, el 0.45% eran asiáticos, el 0% eran isleños del Pacífico, el 0% eran de otras razas y el 1.81% pertenecían a dos o más razas. Del total de la población el 0.45% eran hispanos o latinos de cualquier raza.